# Hyporhamphus melanochir
Hyporhamphus melanochir är en fiskart som först beskrevs av Valenciennes, 1847.  Hyporhamphus melanochir ingår i släktet Hyporhamphus och familjen Hemiramphidae. Inga underarter finns listade i Catalogue of Life.